# Rostschwanz-Glanzfasan
Der Rostschwanz-Glanzfasan (Lophophorus impejanus), auch Königs-Glanzfasan, Himalaya-Glanzfasan,  Gelbschwanz-Glanzfasan, Rostschwanzmonal oder auch Rotschwanzmonal genannt, ist ein in Asien heimischer Hühnervogel, der aber weltweit als Ziervogel gehalten wird.
Das Artepitheton impejanus erhielt der Rostschwanz-Glanzfasan zu Ehren von Lady Mary Impey, der Ehefrau von Sir Elija Impey, dem ersten Gouverneur von Bengalen. Der Rostschwanz-Glanzfasan ist – unter dem Namen Danphe – der Nationalvogel Nepals und wird häufig in nepalesischen Liedern erwähnt. Er ist außerdem der Wappenvogel des indischen Bundesstaates Uttarakhand.

## Merkmale

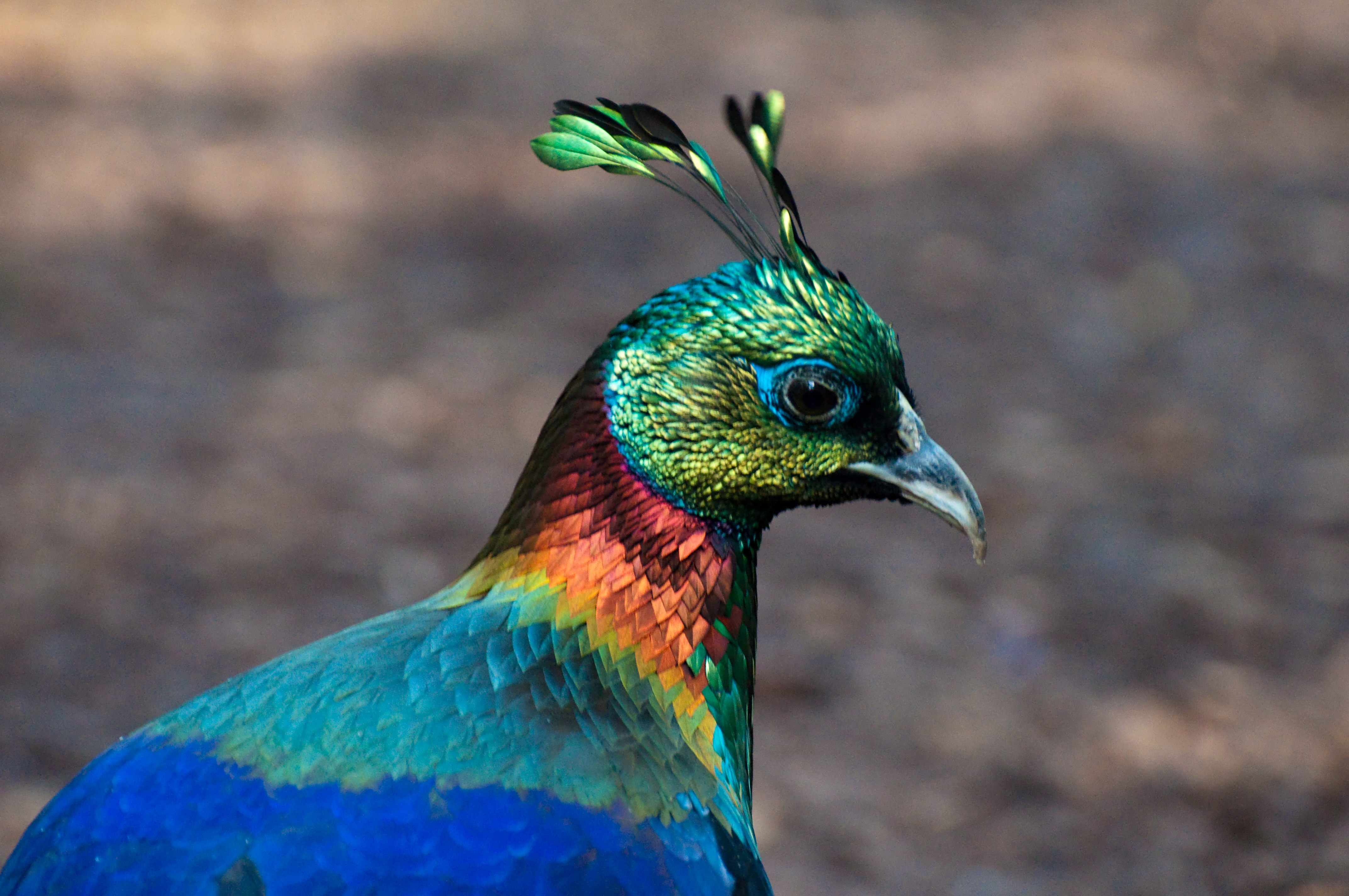
Porträt eines Männchens

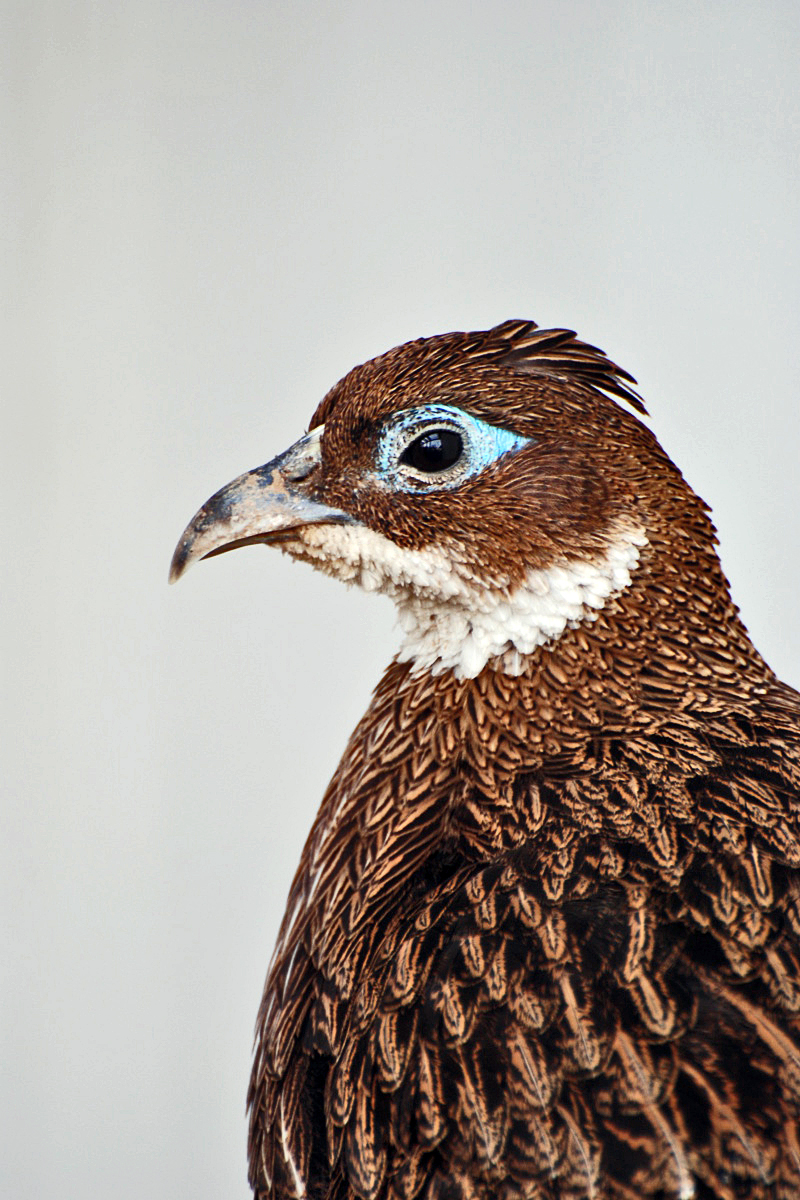
Weibchen

Der Rostschwanz-Glanzfasan ist von massiger, plumper Gestalt mit starken Läufen, kurzem Schwanz und klobigem Schnabel. Das Männchen wird bis zu 70 cm lang, (wovon ca. 23 cm auf den Schwanz entfallen) und 2,5 kg schwer; das Weibchen ist etwas kleiner. Die Flügellänge beträgt 29 bis 32 Zentimeter, die Schwanzlänge 21,8 bis 23,8 Zentimeter. Im Gegensatz zum Männchen richtet das Weibchen die Haube nie auf.
Das Männchen ist schillernd grün, lila, rot und blau gefärbt mit weißem Bürzelfleck, kupferfarbenem Schwanz und mit schwarzer Unterseite und Federkrone. Am Hinterkopf befinden sich einige verlängerte Federn mit löffelförmigem Ende. Der Zoologe Tej Kumar Shrestha weist allerdings darauf hin, dass häufig Individuen auftreten, die von dieser Färbung abweichen. So gibt es Individuen mit schwarzem Schwanz und solche mit einer metallisch grünen Unterseite. Auch melanistische Individuen oder partiell albinotische Männchen kommen vor. Das Gefieder des Weibchens ist im Wesentlichen schlichtbraun mit hellen Schaftstreifen und braunschwarzen Querlinien; die Kehle ist weiß. Beide Geschlechter haben einen blauen Augenring. Die Iris ist braun, der Schnabel ist bei beiden Geschlechtern bräunlich hornfarben mit einem etwas gelblicheren Oberschnabel. Die Beine sind gelblich bis blass braungrün. 
Subadulte Männchen ähneln den Weibchen, weisen aber auf der Körperoberseite mehr Schwarz auf und sind auf der Körperunterseite gefleckt schwarz und rötlich-braun. Rostschwanz-Glanzfasanen sind nach zwei Jahren ausgewachsen und haben eine Lebenserwartung von ca. 30 Jahren.

## Vorkommen

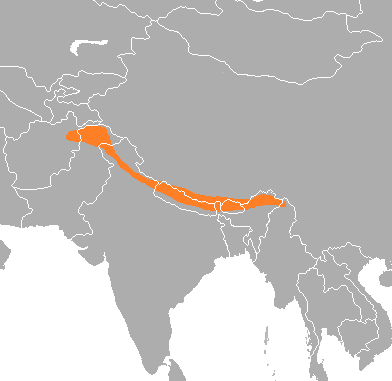
Verbreitungsgebiet

Das Verbreitungsgebiet ist verglichen mit anderen Fasanenarten des Himalajagebiets sehr groß. Er kommt vom östlichen Afghanistan bis zur Ostgrenze Bhutans und in Teilen Tibets vor. In Nepal ist er noch ein verhältnismäßig häufiger Vogel und kommt unter anderem im Sagarmatha-Nationalpark und im Langtang-Nationalpark vor.
Der Rostschwanz-Glanzfasan bewohnt Gebirgswälder mit Eichen, Kiefern und Rhododendron und steile Hanglagen mit Gras- und Krautwuchs in 2500 bis 5000 m Höhe im Himalaja. Er kommt auch in immergrünen Wäldern und Laubwäldern der gemäßigten Klimazonen vor und favorisiert hier Stellen mit dichtem Unterwuchs. Bei hohen Schneelagen wandert er in tiefere Berglagen.

## Verhalten
Rostschwanz-Glanzfasanen leben paarweise und außerhalb der Balzzeit in kleinen Gruppen. Sie sind während der Nahrungssuche häufig auf offenen alpinen Matten zu beobachten. Aufgeschreckte Rostschwanz-Glanzfasanen fliehen gewöhnlich hangabwärts. Sie sind gute Flieger, suchen jedoch in der Regel laufend die Deckung auf.
Der Rostschwanz-Glanzfasan ernährt sich von Wurzeln, Knollen, Trieben, Samen, Eicheln und Beeren, aber auch von Insekten und Larven, die mit dem schaufelartigen Schnabel aus dem Boden gegraben werden. Die Vögel gehen oft in eingeschlechtlichen Trupps von drei bis vier Tieren auf Futtersuche. Im Winter finden sich auch größere Trupps an klimatisch günstigen Plätzen zusammen.

## Fortpflanzung

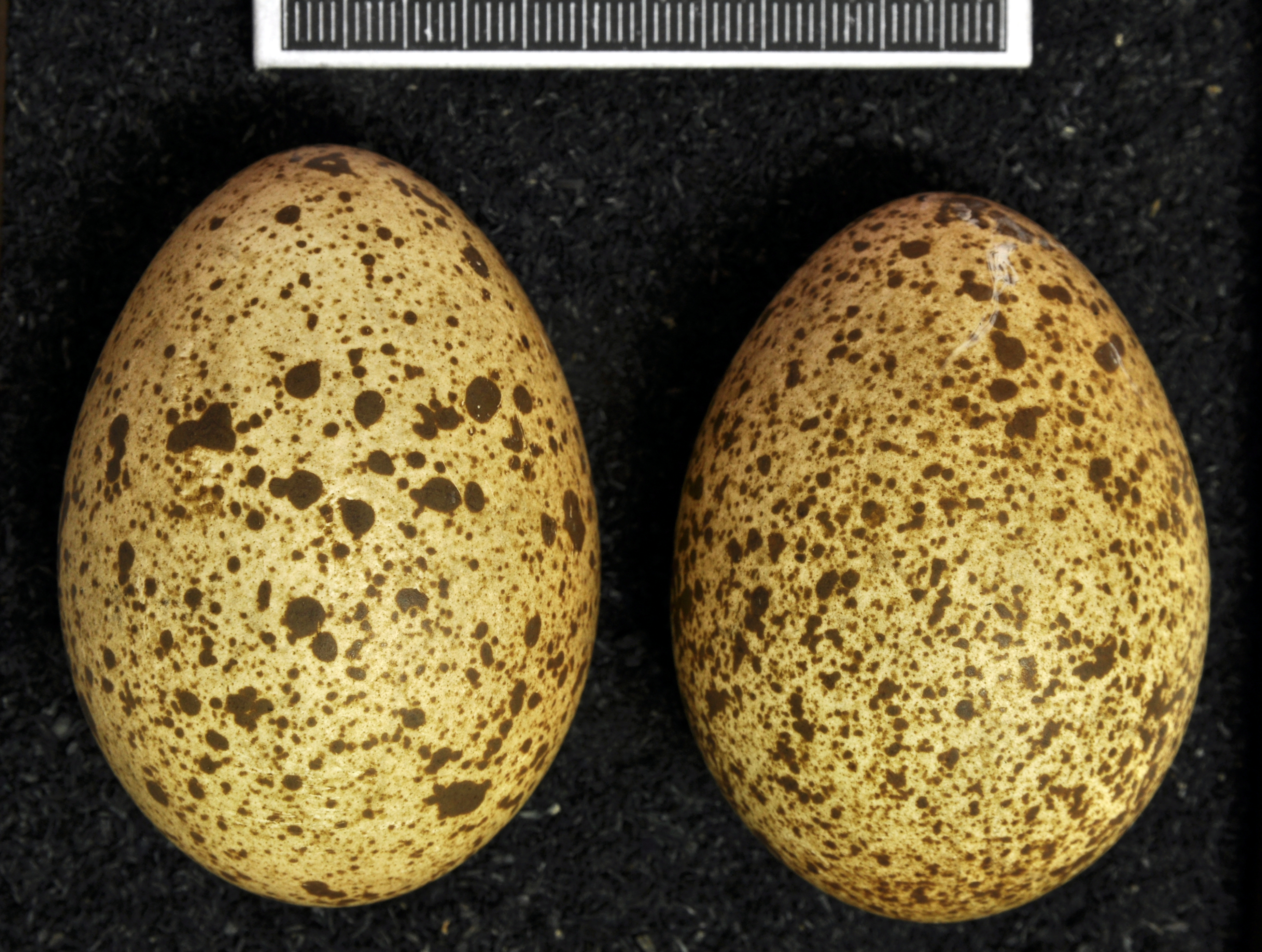
Gelege, Sammlung Museum Wiesbaden

In der Balzzeit versucht das Männchen mit lauten Rufen Weibchen anzulocken. Beim Balzritual plustert sich das Männchen auf, stolziert umher und umkreist das Weibchen mit ausgestrecktem Hals, zitterndem Federschopf und herabhängendem Flügel. Manchmal bietet der Hahn der Henne auch einen kleinen Stein oder Futter an. Das Männchen verlässt die Henne wieder, wenn sie im Frühjahr mit dem Brüten beginnt, um sich mitunter erneut zu paaren. 
Vier bis sechs rahmfarbene Eier mit rotbraunen Flecken werden in eine versteckt angelegte und mit Blättern, Moos und Heu ausgepolsterte Bodenmulde gelegt und 27 Tage bebrütet.

## Einzelbelege
1. ↑   Shrestha, S. 321
2. ↑   Shrestha, S. 321
3. ↑   Shrestha, S. 321
4. ↑   Shrestha, S. 322
5. ↑   Shrestha, S. 322
6. ↑   Shrestha, S. 322
7. ↑   Shrestha, S. 322